# エマ・ヴィソツキー
エマ・ヴィソツキー（Emma Vyssotsky、旧姓エマ・T・R・ウィリアムズ、1894年10月23日 – 1975年5月）はアメリカ生まれの女性天文学者である。バージニア大学のマコーミック天文台で、恒星や銀河の運動を研究した。
フィラデルフィアに生まれた。1930年にハーバード大学で博士号を得た。1929年にロシア生まれの天文学者、アレクサンドル・ヴィソツキーと結婚した。バージニア大学のマコーミック天文台で働き、恒星や銀河の運動の分野の研究した。天文学の分野で功績のあった若手の女性学者に贈られるアニー・J・キャノン賞を1946年に受賞した。
息子のヴィクター・ヴィソツキーは仮想機械上でプログラム同士を戦わせる（コア戦争）のゲーム「Darwin」を作ったことで知られる計算機学者である。
バージニア大学の卒業生であるカール・ワータネンが発見した小惑星、(1600) ヴィソツキーに命名されている。